# Лужнецкий метромост
Лужне́цкий (Лужниковский) метромост, также мост Лужники в Москве — двухъярусный арочный мост из предварительно напряжённого железобетона через Москву-реку, соединяющий Лужники и Воробьёвы горы. Верхний ярус — автомобильный, соединяет Комсомольский и Вернадского проспекты, нижний — станция Сокольнической линии Московского метрополитена «Воробьёвы горы». Мост, открытый 12 января 1959 года, быстро пришёл в негодность; в 1998—2002 годах он был фактически выстроен заново с использованием сохранившихся несущих арок и русловых опор.

## Предыстория
В 1930-х годах появилась идея магистрали, идущей от строившегося Дворца Советов на юго-запад Москвы, который, согласно Генеральному плану реконструкции Москвы 1935 года, становился основным направлением развития города. К реализации был принят вариант, по которому от площади Дворца Советов шли два луча, расположенные симметрично относительно излучины Лужников, через которую они должны были проходить к Москве-реке.
К разработке планировки новых районов было привлечено несколько мастерских Моссовета. Особую трудность при проектировании составляло то обстоятельство, что существовал большой перепад высот между низменными Лужниками на левом берегу реки и Воробьёвыми горами на правом. Архитектор Д. Ф. Фридман предложил для устранения этого перепада фактически срезать Воробьёвы горы на значительном протяжении. Архитектор К. С. Мельников предлагал решить въезды на мост в виде спиралевидных пандусов.
Проектирование магистрали, получившей название Комсомольский проспект, продолжилось после окончания Великой Отечественной войны, когда в середине 1950-х годов был построен комплекс МГУ и начал формироваться жилой Юго-Западный район. Проблему с перепадом высот решили путём пробивания в толще Воробьёвых гор глубокой выемки.

## Метромост постройки 1957—1958 годов
Первый проект стального метромоста, подготовленный Г. Д. Поповым, был отвергнут в пользу железобетонных технологий. Авторы реализованного проекта — В. Г. Андреев, Н. Н. Рудомазин (инженеры), К. Н. Яковлев, А. И. Сусоров, Н. И. Демчинский и др. Мост был построен «Мостоотрядом № 4» в рекордно короткие сроки — 19 месяцев.
Метромост стал первым в Москве двухъярусным мостом, в нижнем ярусе которого расположилась станция метрополитена «Ленинские горы» — самая длинная в московском метро (272 м). Ось моста пересекает русло реки Москвы под углом 52°30′. Три пролёта (45,0 + 108,0 + 45,0 м) несли собственно станционный зал и верхний, автодорожный уровень шириной 25,8 м из сборного железобетона.

## Эксплуатация моста в 1959—1998 годах

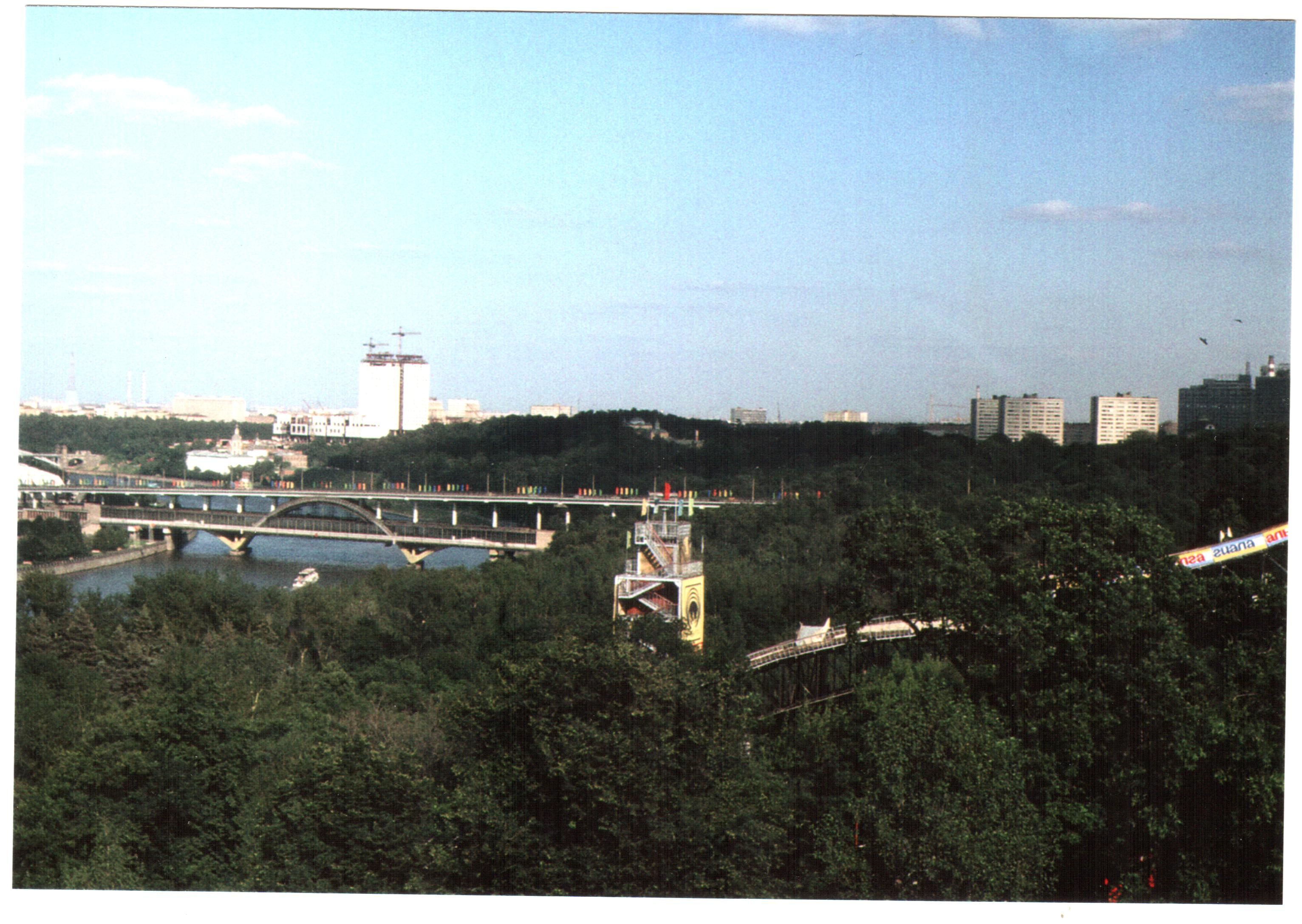
Мост во время проведения Олимпиады-80

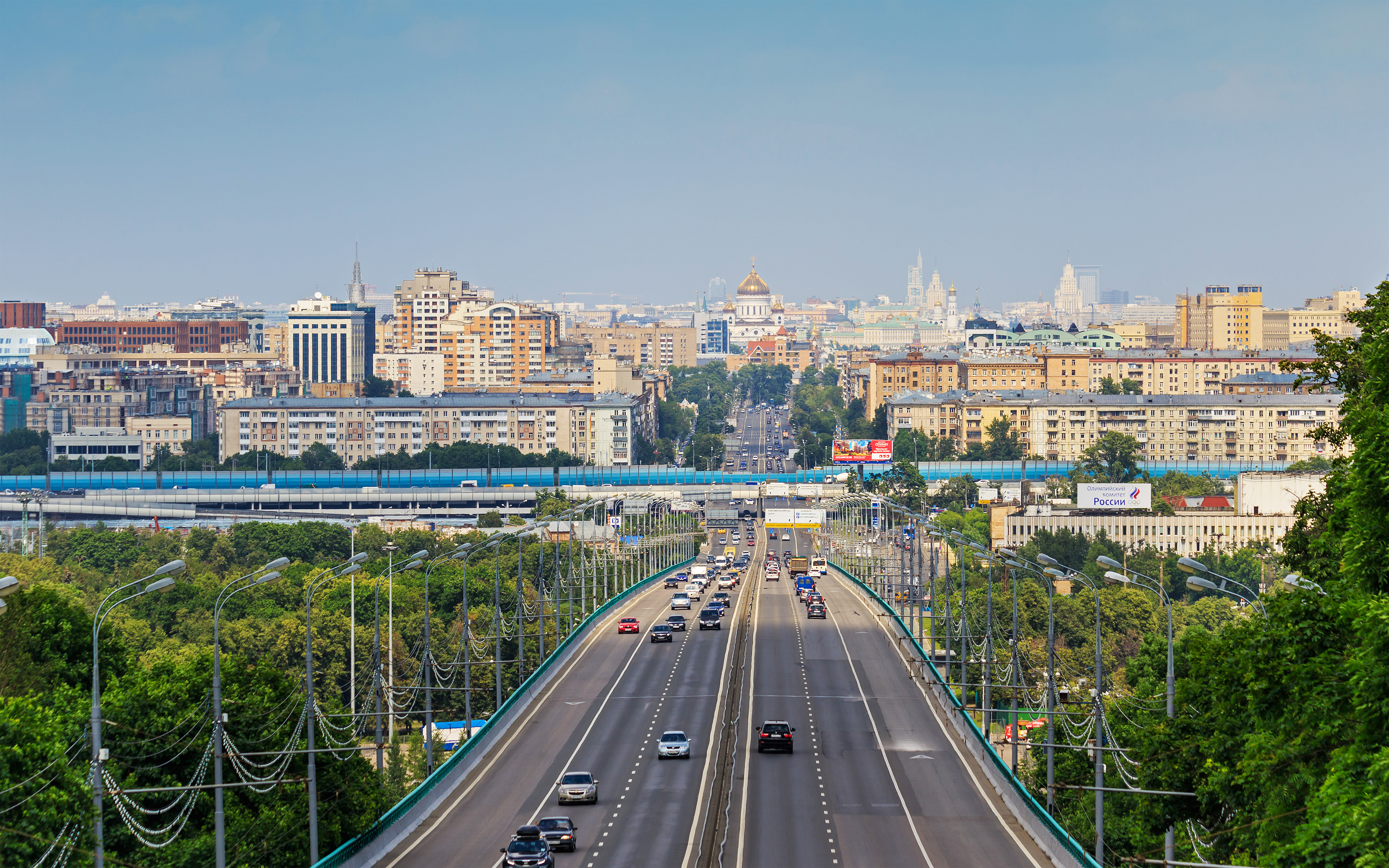
Вид автомобильного яруса сверху

Проверки, проведённые в первый сезон эксплуатации моста, выявили предаварийное состояние предварительно напряжённых балок автодорожного яруса (аналогичные балки были использованы в постройке Белорусского и Ваганьковского путепроводов); нарушение гидроизоляции тросов затяжки, обеспечивающих целостность главного арочного пролёта; высокие блуждающие токи, ускорявшие процессы коррозии.
8 июля 1959 года станционный зал был залит дождевой водой, движение поездов временно прекращено. В июне 1960 года в вестибюле обрушился алюминиевый карниз. Обследование 1963 года подтвердило общее предаварийное состояние моста. Причины — сочетание проектных ошибок, дефектов гидроизоляции и использование соли при бетонных работах. По оценкам 1983 года, к этому времени мост потерял 60 % своей несущей способности.
20 октября 1983 года станция была закрыта для входа и выхода пассажиров. В 1986—1987 годах для безостановочного движения поездов метро были построены боковые однопутные балочные пролёты, расположенные в 29 м от оси главного моста. Это дало возможность вести работы по ремонту дефектных мест с разборкой полностью негодных бетонных конструкций, которые были начаты только в 1998 году.

## Перестройка в 1998—2002 годах

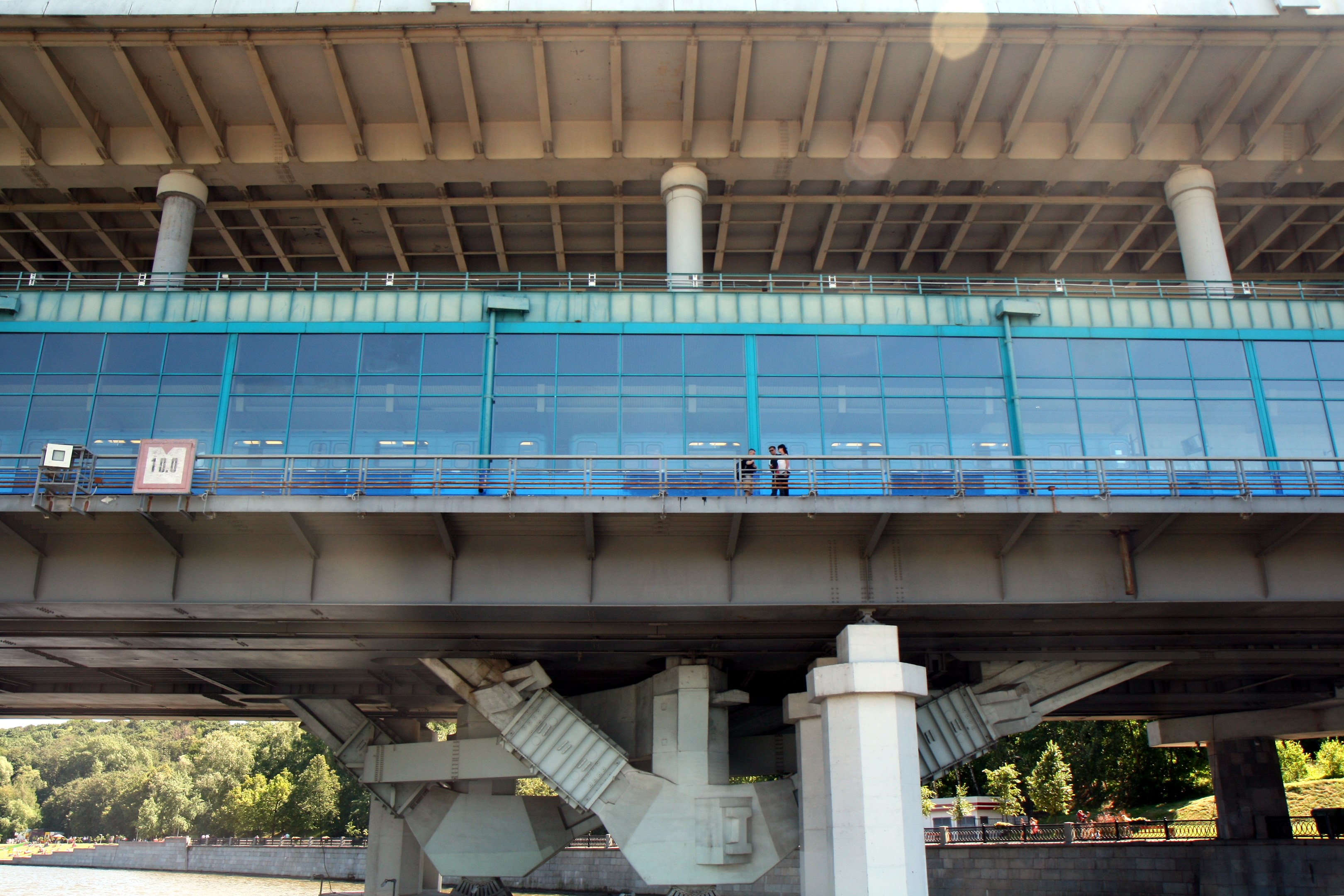
Метромост снизу, 2014

Вначале были усилены внутренние плоскости несущих арок с заменой железобетонных балок затяжки на стальные. Затем, в начале 1999, наружные арки были полностью разобраны. В том же году был полностью разобран верхний, автомобильный, ярус, включая несущие колонны. Новый автомобильный ярус был открыт в 2000. В июле-августе 2002 движение поездов метро вернулось на основные пути главного моста (поезда движутся по стальным балкам 1987 года, передвинутым с временных опор на консоли главного пролёта). 14 декабря 2002 года была открыта для пассажиров станция уже под новым названием «Воробьёвы горы».

## Эскалаторная галерея
В течение многих лет эскалаторная галерея, ранее связывавшая южный вестибюль станции с улицей Косыгина в районе пересечения с проспектом Вернадского, была закрыта. После временного закрытия станции на реконструкцию конструкции самой галереи, изначально построенной на склоне крутизной более 30°, быстро пришли в негодность. Однако с 2018 года началась реконструкция эскалаторной галереи. В сентябре 2018 года появился проект капитальной реконструкции (фактически нового строительства) галереи, строения были огорожены забором, началась подготовка к реконструкции. 22 февраля 2019 года начался демонтаж конструкций. Плановый срок окончания работ намечался на 2021 год, но в итоге новая эскалаторная галерея была открыта 23 декабря 2022 года.